# 若秩父高明
若秩父 高明（わかちちぶ こうめい、1939年3月16日 - 2014年9月16日）は、埼玉県秩父郡高篠村（現：埼玉県秩父市）出身で花籠部屋に所属した大相撲力士。本名は加藤 高明（かとう こうめい）。最高位は西関脇（1963年7月場所・同年9月場所）。現役時代の体格は175cm、150kg。得意手は左四つ、吊り、寄り。
本名は周囲から「たかあき」と読まれることが多いそうだが、本名・四股名共に読みは「こうめい」である。

## 来歴
1939年3月16日に埼玉県秩父郡高篠村（現：埼玉県秩父市）の大日本帝国陸軍軍人の家に長男として生まれる。小学生の頃から大食いで体格が大きくなり、高篠中学校では相撲部に所属して毎日一升の飯を食い、秩父郡の相撲大会で活躍した。1954年に埼玉県立秩父農工高等学校へ進学したが、ある休日に花籠部屋が2代花籠（住ノ江平五郎）の追善興行を行っていると聞いて見学に行くと、小部屋であるがゆえに間が持てないとして飛び入り参加を許された。何番が相撲を取った後に花籠から見い出されて勧誘され、相撲が好きだったので入門しようとするが母に反対された。しかし、2代花籠の墓を発見した張本人である地元の外科病院長と花籠がすぐに母を直接説得して入門を了承したため、中途退学して花籠部屋へ入門した。
1954年5月場所に於いて、15歳で初土俵を踏んだ。四股名は、故郷・埼玉県秩父と兄弟子の若乃花幹士（第45代横綱）から「若秩父」と命名され、序ノ口に付いてから引退するまでこの名で通した。
入門してからえびすこぶりは相変わらずであり、幕下時代は毎食どんぶり飯10杯を食べたという。若乃花からの直々の指導は特に効果があり、また若秩父自身も稽古熱心であることから出世も順調で、1958年1月場所で新十両昇進。因みに、幕下通過までの間に45kgの増量を果たしたという。同年5月場所では富樫剛・北葉山英俊・明歩谷清・玉響克己・冨士錦章・若三杉彰晃と自身を加えた7人による十両優勝決定戦を制し、十両優勝を果たした。この時の7人は全員が若い有望力士だったことから、黒澤明監督の映画を捩って「7人の侍」と呼ばれた。
7人による十両優勝決定戦を制して十両優勝し、2場所後に新入幕を果たした若秩父は、新入幕の場所となった同年9月場所にていきなり12勝3敗と好成績を残す。この場所では、敢闘賞を受賞して注目された。当時19歳の若武者だったことから、同時に新入幕した富樫や豊ノ海義美と共に、「ハイティーン・トリオ」と呼ばれ、注目された。
1959年1月場所では横綱・千代の山雅信に引導を渡す金星を奪ったが、この取組は後に若秩父本人が停年退職前最後のテレビ出演となったNHK大相撲中継で向正面に座った際、「生涯最高の思い出の取組」として選択した。なお、この時の正面解説は、偶然にも千代の山（年寄・九重）の弟子であった北の富士勝昭だった。
この場所では10勝5敗と大きく勝ち越して2度目の敢闘賞を受賞し、翌場所に於いて19歳11ヶ月という若さで新小結に昇進し、史上初の10代の三役力士となった。
1960年5月場所では、優勝次点となる13勝2敗という好成績を残しながらも西前頭14枚目という低地位から、三賞を見送られた。
巨腹を使っての吊り・寄りと、どんな古参力士にも物怖じしない性格で素質にも恵まれ、さらに若乃花からの熱心な指導とそれを受けて熱心に稽古に打ち込む姿勢から大関昇進を期待された。しかし、当時「力士の職業病」とも呼ばれていた糖尿病を患ったことで大関昇進どころか三役定着すら果たすことができず、その後は幕内の座を明け渡すこともあった。それでも、禁酒・禁煙を実行、食事もパン・豆腐・蜂蜜を食べる節制に努めて決して休場せずに再入幕を果たし、その姿は他の力士から模範とされた。さらに、ある年の11月場所で負け越し、ゲン直しとして中洲で飲酒している時に絡んできた泥酔客を軽く振り払おうとして吹っ飛ばしたことが「暴力」と報じられた鬱憤を晴らそうと、制限時間一杯の際に大量の塩を高々と撒き始めた。この塩撒きは、若秩父の入幕時点で既に幕内在位10年以上のベテランであり、指先で少量の塩を取って撒いていた出羽錦忠雄のそれと比較され「塩などは 安いもんだと 若秩父」「出羽錦 塩の値段を 知っており」と川柳にも詠まれたことがある。
1968年11月場所を最後に現役を引退し、年寄・関ノ戸を経て同・常盤山を襲名した。引退以来、花籠部屋付きの親方として後輩の指導に全力を尽くしたが、1985年12月の花籠部屋閉鎖によって部屋継承を辞退、放駒部屋へ移籍した。1998年には日本相撲協会監事（現：副理事）へ就任し、巡業部副部長も歴任した。
2004年3月場所中に65歳の誕生日を迎えた。本来は65歳の誕生日前日に停年退職するが、本場所開催期間中に誕生日を迎える場合はその場所の千秋楽まで親方として職務を続け、「千秋楽で停年に達した」という扱いとなるため、同場所の千秋楽を最後に停年退職した。
2014年9月16日午後6時45分、肝不全のため東京都三鷹市内の病院で死去。75歳没。

## 主な戦績
- 通算成績：570勝527敗5休　勝率.520
- 幕内成績：367勝398敗　勝率.480
- 現役在位：80場所
- 幕内在位：51場所
- 三役在位：6場所（関脇2場所、小結4場所）
- 連続出場：1097回（1954年9月場所 - 1968年11月場所（10日目、引退））
- 三賞：2回
  - 敢闘賞：2回（1958年9月場所、1959年1月場所）
- 雷電賞：1回（1964年11月場所）
- 金星：3個（千代の山1個、栃ノ海2個）
- 各段優勝
  - 十両優勝：2回（1958年5月場所、1961年7月場所）
  - 幕下優勝：1回（1957年9月場所）
  - 序二段優勝：1回（1955年9月場所）

### 場所別成績
| | 一月場所 初場所（東京） | 三月場所 春場所（大阪） | 五月場所 夏場所（東京） | 七月場所 名古屋場所（愛知） | 九月場所 秋場所（東京） | 十一月場所 九州場所（福岡） |
| --- | ----------------------- | ----------------------- | ----------------------- | --------------------------- | ----------------------- | --------------------------- |
| 1954年 （昭和29年） | x                       | x                       | 西番付外 2–4            | x                           | 東序ノ口10枚目 5–3      | x                           |
| 1955年 （昭和30年） | 東序二段48枚目 4–4      | 西序二段31枚目 4–4      | 西序二段24枚目 5–3      | x                           | 東序二段3枚目 優勝 8–0  | x                           |
| 1956年 （昭和31年） | 東三段目59枚目 8–0      | 西三段目8枚目 5–3       | 東幕下68枚目 5–3        | x                           | 東幕下62枚目 6–2        | x                           |
| 1957年 （昭和32年） | 東幕下46枚目 6–2        | 東幕下30枚目 5–3        | 西幕下24枚目 6–2        | x                           | 東幕下13枚目 優勝 7–1   | 東幕下筆頭 5–3              |
| 1958年 （昭和33年） | 東十両24枚目 11–4       | 西十両14枚目 11–4       | 西十両6枚目 優勝 11–4   | 東十両筆頭 11–4             | 西前頭18枚目 12–3 敢    | 西前頭4枚目 7–8             |
| 1959年 （昭和34年） | 西前頭4枚目 10–5 敢★    | 西小結 2–13             | 西前頭11枚目 8–7        | 東前頭10枚目 9–6            | 東前頭4枚目 7–8         | 西前頭4枚目 6–9             |
| 1960年 （昭和35年） | 西前頭7枚目 7–8         | 東前頭9枚目 5–10        | 西前頭14枚目 13–2       | 東前頭4枚目 8–7 ★           | 西前頭筆頭 4–11         | 西前頭8枚目 6–9             |
| 1961年 （昭和36年） | 西前頭12枚目 7–8        | 西前頭12枚目 4–11       | 西十両筆頭 8–7          | 東十両筆頭 優勝 13–2        | 西前頭9枚目 7–8         | 東前頭10枚目 10–5           |
| 1962年 （昭和37年） | 東前頭5枚目 11–4        | 東前頭筆頭 11–4         | 東小結 5–10             | 東前頭4枚目 9–6             | 東小結 5–10             | 西前頭3枚目 6–9             |
| 1963年 （昭和38年） | 東前頭6枚目 8–7         | 西前頭2枚目 9–6         | 東小結 11–4             | 西関脇 8–7                  | 西関脇 5–10             | 東前頭2枚目 7–8             |
| 1964年 （昭和39年） | 東前頭3枚目 7–8         | 東前頭3枚目 2–13        | 東前頭12枚目 10–5       | 東前頭5枚目 2–13 ★          | 西前頭13枚目 10–5       | 東前頭7枚目 11–4            |
| 1965年 （昭和40年） | 東前頭3枚目 5–10        | 東前頭7枚目 10–5        | 西前頭筆頭 6–9          | 西前頭3枚目 8–7             | 西前頭2枚目 4–11        | 西前頭8枚目 6–9             |
| 1966年 （昭和41年） | 西前頭13枚目 9–6        | 東前頭10枚目 9–6        | 東前頭6枚目 6–9         | 西前頭8枚目 8–7             | 西前頭5枚目 5–10        | 西前頭8枚目 5–10            |
| 1967年 （昭和42年） | 東十両筆頭 10–5         | 東前頭13枚目 8–7        | 西前頭12枚目 5–10       | 東十両4枚目 9–6             | 西十両筆頭 8–7          | 西前頭11枚目 4–11           |
| 1968年 （昭和43年） | 西十両3枚目 5–10        | 東十両9枚目 8–7         | 東十両7枚目 7–8         | 西十両8枚目 8–7             | 東十両5枚目 3–12        | 西十両12枚目 引退 1–9–5     |
| 各欄の数字は、「勝ち-負け-休場」を示す。 優勝 引退 休場 十両 幕下 三賞：敢=敢闘賞、殊=殊勲賞、技=技能賞 その他：★=金星 番付階級：幕内 - 十両 - 幕下 - 三段目 - 序二段 - 序ノ口 幕内序列：横綱 - 大関 - 関脇 - 小結 - 前頭（「#数字」は各位内の序列） |                         |                         |                         |                             |                         |                             |

### 幕内対戦成績
| 力士名   | 勝数 | 負数 | 力士名 | 勝数  | 負数 | 力士名         | 勝数 | 負数 | 力士名   | 勝数 | 負数 |
| -------- | ---- | ---- | ------ | ----- | ---- | -------------- | ---- | ---- | -------- | ---- | ---- |
| 青ノ里   | 21   | 10   | 朝岡   | 1     | 1    | 朝潮(米川)     | 0    | 5    | 浅瀬川   | 3    | 5    |
| 朝ノ海   | 3    | 0    | 愛宕山 | 3     | 1    | 天津風         | 5    | 4    | 荒岐山   | 0    | 1    |
| 荒波     | 6    | 0    | 泉洋   | 3     | 0    | 一乃矢         | 1    | 2    | 岩風     | 10   | 6    |
| 宇多川   | 7    | 4    | 及川   | 4     | 3    | 追風山         | 4    | 2    | 扇山     | 3    | 1    |
| 大内山   | 2(1) | 0    | 大瀬川 | 1     | 1    | 大晃           | 9    | 4    | 小城ノ花 | 7    | 18   |
| 海乃山   | 9    | 8    | 開隆山 | 8     | 7    | 柏戸           | 4    | 12   | 金乃花   | 9    | 5    |
| 北ノ國   | 4    | 3    | 北の洋 | 6     | 7    | 北の冨士       | 3    | 5    | 北葉山   | 5    | 18   |
| 君錦     | 9    | 0    | 清國   | 0     | 6    | 清ノ森         | 3    | 1    | 鬼竜川   | 2    | 0    |
| 麒麟児   | 3    | 1    | 国登   | 1     | 1    | 高鉄山         | 5    | 3    | 琴櫻     | 2    | 1    |
| 佐田の山 | 1    | 18   | 沢光   | 1     | 2    | 潮錦           | 2    | 5    | 信夫山   | 3    | 2    |
| 大心     | 5    | 1    | 大鵬   | 0     | 4    | 大文字         | 1    | 1    | 大雄     | 1    | 7    |
| 高錦     | 1    | 0    | 玉嵐   | 1     | 0    | 玉乃島         | 3    | 2    | 千代の山 | 1    | 0    |
| 常錦     | 7    | 4    | 鶴ヶ嶺 | 12    | 12   | 出羽錦         | 11   | 8    | 天水山   | 1    | 0    |
| 時津山   | 5    | 5    | 時錦   | 0     | 1    | 戸田           | 0    | 3    | 栃東     | 0    | 3    |
| 栃王山   | 4    | 1    | 栃錦   | 0     | 4    | 栃ノ海         | 5(1) | 16   | 栃光     | 9    | 17   |
| 豊國     | 7    | 5    | 豊ノ海 | 1     | 0    | 鳴門海         | 4    | 1    | 成山     | 4    | 2    |
| 羽黒川   | 8    | 6    | 羽黒山 | 11(1) | 11   | 長谷川         | 0    | 1    | 羽子錦   | 3    | 0    |
| 廣川     | 2    | 3    | 福田山 | 5     | 1    | 福の花         | 1    | 4    | 房錦     | 6    | 10   |
| 富士錦   | 2    | 10   | 藤ノ川 | 0     | 2    | 二子岳         | 1    | 0    | 双ツ龍   | 3    | 0    |
| 前田川   | 8    | 6    | 前の山 | 1     | 3    | 前ノ山(佐田岬) | 1    | 0    | 松登     | 6    | 2    |
| 松前山   | 1    | 0    | 禊鳳   | 1     | 1    | 三根山         | 1    | 1    | 明武谷   | 1    | 7    |
| 陸奥嵐   | 1    | 0    | 豊山   | 5     | 14   | 義ノ花         | 5    | 4    | 芳野嶺   | 1    | 1    |
| 若杉山   | 5    | 6    | 若瀬川 | 1     | 0    | 若浪           | 3    | 9    | 若鳴門   | 8    | 3    |
| 若羽黒   | 7    | 10   | 若葉山 | 3     | 1    | 若二瀬         | 1    | 1    | 若前田   | 2    | 3    |
| 若見山   | 3    | 4    | 若吉葉 | 1     | 0    |                |      |      |          |      |      |

## 改名歴
- 若秩父 高明（わかちちぶ こうめい）1954年9月場所 - 1959年3月場所、1960年5月場所 - 1963年11月場所、1966年11月場所 - 1968年11月場所
- 若秩父 清邦（- きよくに）1959年5月場所 - 1960年3月場所
- 若秩父 浩之（- ひろゆき）1964年1月場所 - 1966年9月場所

## 年寄変遷
- 関ノ戸 高明（せきのと こうめい）1968年11月 - 1969年1月
- 常盤山 高明（ときわやま - ）1969年1月 - 2004年3月（停年退職）

## 著書
- 『若秩父ーッ。○●の世界を生きて50年』（2004年、上毛新聞社、ISBN4880588873）